# Białobrzegi (gemeente in powiat Łańcucki)
De gemeente Białobrzegi is een landgemeente in het Poolse woiwodschap Subkarpaten, in powiat Łańcucki.
De zetel van de gemeente is in Białobrzegi.
Op 30 juni 2004 telde de gemeente 7992 inwoners.

## Oppervlakte gegevens
In 2002 bedroeg de totale oppervlakte van gemeente Białobrzegi 56,13 km², waarvan:
- agrarisch gebied: 73%
- bossen: 14%

De gemeente beslaat 12,42% van de totale oppervlakte van de powiat.

## Demografie
Stand op 30 juni 2004:
| Omschrijving                   | Totaal | Totaal | Vrouwen | Vrouwen | Mannen | Mannen |
| ------------------------------ | ------ | ------ | ------- | ------- | ------ | ------ |
| eenheid                        | aantal | %      | aantal  | %       | aantal | %      |
| inwoners                       | 7992   | 100    | 4063    | 50,8    | 3929   | 49,2   |
| bevolkingsdichtheid (inw./km²) | 142,4  | 142,4  | 72,4    | 72,4    | 70     | 70     |

In 2002 bedroeg het gemiddelde inkomen per inwoner 1228,6 zł.

## Plaatsen
Białobrzegi, Budy Łańcuckie, Dębina, Korniaktów Południowy, Korniaktów Północny, Wola Dalsza.

## Aangrenzende gemeenten
Czarna, Grodzisko Dolne, Łańcut, Przeworsk, Tryńcza, Żołynia